# Сан Ђакомо ди Музестреле (Тревизо)
Сан Ђакомо ди Музестреле је насеље у Италији у округу Тревизо, региону Венето.
Према процени из 2011. у насељу је живело 654 становника. Насеље се налази на надморској висини од 15 м.